# Коховский, Веспасиан
Коховский, Иероним Веспасиан (1633—1700) — известный польский поэт и историк. 
Образование получил в иезуитской коллегии в Сандомире и в краковской академии; служил на военной службе, потом был подкоморием краковским; получил от короля Яна-Казимира почетный титул историографа (uprzywilejowany historyjograph). Писал по-польски и по-латыни. Участвовал в битве под Берестечком и составил в своих исторических трудах подробное описание этой битвы.
В поэзии Коховский был продолжателем направления, какое дал польской литературе Кохановский. Формой Коховский владел не вполне свободно, но этот недостаток выкупается богатством содержания. Сюжеты для своих произведений Коховский часто брал из сферы общественного быта; в разработке их он является довольно верным выразителем духа своего времени, вследствие этого его поэзия может служить одним из источников для характеристики современной ему эпохи. Исторические труды Коховского, помимо своего непосредственного значения, представляют значительный интерес для ознакомления с состоянием польской научно-исторической мысли в XVII веке.

## Произведения
- «Niepróźnujace proźnowanie» (Крак., 1674, 1681 и 1859),
- «Fraszki» (тоже),
- «Ogród Panieński» (Крак., 1681),
- «Chrystus cierpiący» (Крак., 1681),
- «Hypomnema Reginarum Poloniae» (Крак., 1672) и др.;
- «Commentarius belli adversus Turcos» (Крак., 1684),
- «Annalium Poloniae climacter I» (Крак., 1683, 1688 и 1698 гг.; есть польский перевод)
- Pisma wierszem i prozą. Wyd. Kazimierz Turowski. Kraków 1859 (jedyne pełne wydanie jego polskich poezji),
- Utwory poetyckie. Wybór. Oprac. Maria Eustachiewicz. Wrocław 1991, Biblioteka Narodowa, seria I, numer 92,
- Wybór wierszy. Kraków 2003,
- Poezje wybrane Oprac. Halina Kaszprzakówna, Jerzy Starnawski. Warszawa 1977,
- Niepróżnujące próżnowanie. Oprac. Wacław Walecki. Warszawa 1978,
- Dzieło Boskie albo Pieśni Wiednia wybawionego. Oprac. Marian Kaczmarek. Wrocław 1983,
- Psalmodia polska. Ченстохов, 1695, Краков 2003,
- Lata potopu: 1655—1657. Tłum. Leszek Kukulski. Oprac. Julian Krzyżanowski, Adam Kersten. Warszawa 1966.